# 論文掲載料
論文掲載料（ろんぶんけいさいりょう、英: article processing charge）は、研究者が投稿した論文原稿を、オープンアクセスまたはハイブリッドオープンアクセスの学術誌に掲載してもらう時、著者である研究者に出版社から課される手数料。この手数料は通常、研究者自身ではなく、研究者の所属する大学や研究機関または研究助成機関からの研究費によって支払われる。出版社の中には、研究費が少ない研究者に手数料を免除するところもある。

## 実態
学術出版社は、出版費（編集費用、査読システムの管理費用など）をカバーするのに必要な収入を得るために、購読料収入や出版助成金などさまざまな方法を用いている。 
論文掲載料は通常、高額である。学術出版社は、100ドル未満から3,000ドルを超えるなどさまざまなレベルの論文掲載料を課している。大手出版社のインパクトファクターが高い学術誌は、論文掲載料が高い傾向にある。
論文掲載料は、オープンアクセスの倫理問題と絡んだ論争となっている。
伝統的な出版社は、購読学術誌中の個々の論文をオープンアクセスにする場合（ハイブリッドオープンアクセス学術誌）、エクストラの掲載料を請求する。ハイブリッド学術誌の論文掲載料の平均額は、フルオープンアクセスの約2倍である。
オープンアクセスは、クローズドアクセスの論文掲載料に追加料金が課される。例えば、米国科学アカデミー紀要では、1論文あたり1,700ドルの論文掲載料が請求されるが、オープンアクセスの場合は1,350ドルの追加料金がかかる。同様に、アメリカ地球物理学連合の『Journal of Geophysical Research』では、クローズドアクセスの場合1,000ドルの論文掲載料だが、オープンアクセスの場合3,500ドルを請求する。
紙媒体の学術誌で、論文掲載料を徴収しない場合でも、一定数のページを超えた場合、カラーの図を依頼した場合など、出版社は超過料金を課す。
論文掲載料は、論文が受理された時に発生するが、原稿を投稿し査読の開始前に、投稿料（submission fee）が請求されることは金融学や経済学などの分野では珍しくない。
ページチャージ（page charge）という用語は、論文掲載料または投稿料のいずれかを指す。

## 批判
オープンアクセス学術誌での論文掲載料は、掲載費用の負担を読者から著者（またはその資金提供者）にシフトさせている。このことが新たな懸念を引き起こしている。
1つ目の懸念事項。出版社は論文を掲載すると利益が得られるので、原稿の質が悪くても、投稿された原稿を掲載するハゲタカジャーナルの増加である。
2つ目の懸案事項。大学や研究機関の資金が十分でなく、オープンアクセス学術誌（例えば、BioMed Centralの学術誌）に掲載してもらう論文掲載料を研究者が払えず、研究成果を公表できない場合が起こることだ。
所得の低い国の著者への割引、または費用をカバーする外部資金の提供などがない限り、論文掲載料は、開発途上国の研究者や研究資金の少ない研究分野を排除してしまう。しかし、従来のモデルでも、このような割引や資金の提供はすでに研究界に大きな負担となっている。
3つ目の懸案事項。アメリカ国立衛生研究所（NIH）やウェルカム・トラストなどの主要な資金提供機関が、研究の支援からオープンアクセス出版の支援へと資金を振り替える動きである。ウェルカム・トラストの上級政策顧問であるRobert Terryは、研究予算の1–2％が知識の創造から知識の普及に変わると述べている。
マックス・プランク研究所の2015年の研究では、学術出版社の年間売上高は約76億ユーロに上る。このお金は、世界の大学や研究機関が、所属研究者が学術論文を閲覧できるように購読料やライセンス料として払っている額である。支払い総額はオープンアクセスの公開に十分な額であるとしている。